# Straight Shooter
„Straight Shooter“ е вторият студиен албум на британската хардрок група Бед Къмпани. Издаден е през 1975 година.
Произведението е очаквано с нетърпение на световната музикална сцена след супер успешния дебют на групата излязъл през предходната година. Както и при първия албум, „Straight Shooter“ е записан с помощта на мобилното студио на Рони Лейн, този път обаче мястото е превърнатия в хотел – замък Глостършър.
Албумът достига 3-то място в класацията на Билборд. Песните Shooting Star, Good Lovin' Gone Bad и особено Feel Like Makin' Love се превръщат в световно популярни рок класики. Последната е включена от музикалната медийна компания VH1 сред стоте най-велики хардрок песни за всички времена.
„Straight Shooter“ добива „3х Мултиплатинен“ статус, продавайки се в над 3 000 000 копия само за територията на САЩ и Канада от издаването си до днес. Албумът e сред стоте най-продавани албуми от 1970-те години.

## Списък на песните

### „А“ страна
1. Good Lovin' Gone Bad (Мик Ралфс) – 3:35
2. Feel Like Makin' Love (Пол Роджърс/Мик Ралфс) – 5:12
3. Weep No More (Саймън Кърк) – 3:59
4. Shooting Star (Пол Роджърс) – 6:16

### „Б“ страна
1. Deal With the Preacher (Пол Роджърс/Мик Ралфс) – 5:01
2. Wild Fire Woman (Пол Роджърс/Мик Ралфс) – 4:32
3. Anna (Саймън Кърк) – 3:41
4. Call on Me (Пол Роджърс) – 6:03

## Музиканти
- Пол Роджърс – вокали, китара, пиано, акордеон
- Мик Ралфс – китара, клавишни
- Саймън Кърк – барабани
- Боз Бърел – баскитара